# Liste der Naturdenkmäler im Bezirk Eisenstadt-Umgebung
Die Liste der Naturdenkmäler im Bezirk Eisenstadt-Umgebung listet alle als Naturdenkmal ausgewiesenen Objekte im Bezirk Eisenstadt-Umgebung im Bundesland Burgenland auf. Bei den 21 Naturdenkmälern (Stand: 31. Dezember 2019) handelt es sich bei fast allen geschützten Objekten um Bäume oder Baumgruppen. Daneben wurden eine Sandgrube, eine Höhle und ein Quelltümpel unter Schutz gestellt.

## Naturdenkmäler
| Foto |                 | Name                               | ID      | Standort | Beschreibung | Fläche | Datum |
| ---- | --------------- | ---------------------------------- | ------- | --- | --- | ------ | ----- |
| 0 BW | Datei hochladen | 1 Zerreiche, Grottergrabenallee    | EU-112  | Schützen am Gebirge KG: Schützen am Gebirge GrStNr: 5153/2 Standort                                                                                          | Anmerkung: im Esterházy’schen Tiergarten, nicht öffentlich zugänglich |        | 1957  |
| 0 BW | Datei hochladen | 1 Traubeneiche, Grottergrabenallee | EU-111  | Schützen am Gebirge KG: Schützen am Gebirge GrStNr: 5163 Standort                                                                                            | Anmerkung: im Esterházy’schen Tiergarten, nicht öffentlich zugänglich |        | 1957  |
| 0 BW | Datei hochladen | 1 Traubeneiche                     | EU-108  | Schützen am Gebirge KG: Schützen am Gebirge GrStNr: 5153/2 Standort                                                                                          | Anmerkung: im Esterházy’schen Tiergarten, nicht öffentlich zugänglich |        | 1957  |
| 0 BW | Datei hochladen | 1 Hainbuche, Hauptallee            | EU-109  | Schützen am Gebirge KG: Schützen am Gebirge GrStNr: 5132 Standort                                                                                            | Anmerkung: im Esterházy’schen Tiergarten, nicht öffentlich zugänglich |        | 1957  |
| 0 BW | Datei hochladen | 1 Speierling                       | EU-113  | Schützen am Gebirge KG: Schützen am Gebirge GrStNr: 5135 Standort                                                                                            | Anmerkung: im Esterházy’schen Tiergarten, nicht öffentlich zugänglich |        | 1994  |
| 0 BW | Datei hochladen | 1 Stieleiche                       | EU-110  | Schützen am Gebirge KG: Schützen am Gebirge GrStNr: 5189 Standort                                                                                            | Anmerkung: im Esterházy’schen Tiergarten, nicht öffentlich zugänglich |        | 1994  |
| 1    | Datei hochladen | 1 Traubeneiche                     | EU-114  | Sankt Margarethen im Burgenland KG: Sankt Margarethen im Burgenland GrStNr: 3093 Standort                                                                    | |        | 1958  |
| 1    | Datei hochladen | Winter- und Sommerlindenallee      | EU-003  | Hornstein KG: Hornstein Standort | |        | 1971  |
| 1    | Datei hochladen | Speierling                         | EU-005  | Großhöflein KG: Großhöflein GrStNr: 5765 Standort | Anmerkung: Der Speierling ist in der 2019er-Liste nicht mehr enthalten, jedoch im GIS aktuell (Juni 2021) noch eingezeichnet.                                                               |        |       |
| 1    | Datei hochladen | 1 Schwarzkiefer                    | EU-115  | Steinbrunn KG: Steinbrunn GrStNr: 1859 Standort | |        | 1971  |
| 0 BW | Datei hochladen | Sandgrube                          | EU-10?? | Steinbrunn KG: Steinbrunn GrStNr: 3070/1 Standort | Ehemalige Sandgrube am südöstlichen Rand des Wiener Beckens, die einen 24 m mächtigen Aufschluss mit einer Abfolge von karbonatischen Sanden, Silten, Tonen und detritären Kalken aufweist. |        | 1980  |
| 1    | Datei hochladen | Maulbeerbaumallee                  | EU-004  | Schützen am Gebirge, Sankt Margarethen im Burgenland, Oslip, Siegendorf KG: Schützen am Gebirge, Sankt Margarethen im Burgenland, Oslip, Siegendorf Standort | |        | 1985  |
| 1    | Datei hochladen | 1 Winterlinde                      | EU-116  | Purbach am Neusiedler See KG: Purbach am Neusiedler See GrStNr: 4338 Standort                                                                                | |        | 1986  |
| 0 BW | Datei hochladen | 1 Feldahorn                        | EU-117  | Stotzing KG: Stotzing GrStNr: 12/1, 54 Standort | |        | 1990  |
| 0 BW | Datei hochladen | 1 Stieleiche                       | EU-118  | Donnerskirchen KG: Donnerskirchen GrStNr: 4919 Standort | |        | 1997  |
| 1    | Datei hochladen | 1 Sommerlinde                      | EU-119  | Schützen am Gebirge KG: Schützen am Gebirge GrStNr: 1485 Standort                                                                                            | |        | 1999  |
| 1    | Datei hochladen | 1 Zürgelbaum                       | EU-120  | Siegendorf KG: Siegendorf GrStNr: 2739 Standort | |        | 2000  |
| 0 BW | Datei hochladen | 1 Speierling                       | EU-121  | Zagersdorf KG: Zagersdorf GrStNr: 2282 Standort | |        | 2010  |
| 0 BW | Datei hochladen | 1 Speierling                       | EU-122  | Sankt Margarethen im Burgenland KG: Sankt Margarethen im Burgenland GrStNr: 2627 Standort                                                                    | |        | 2010  |
| 1    | Datei hochladen | 1 Elsbeere                         | EU-123  | Sankt Margarethen im Burgenland KG: Sankt Margarethen im Burgenland GrStNr: 2610 Standort                                                                    | |        | 2010  |
| 0 BW | Datei hochladen | Fledermauskluft                    | EU-xx   | Sankt Margarethen im Burgenland KG: Sankt Margarethen im Burgenland Standort                                                                                 | |        | 1963  |

| Foto:                    | Fotografie des Naturdenkmals. Klicken des Fotos erzeugt eine vergrößerte Ansicht. Daneben finden sich zwei Symbole: \| Weitere Bilder vorhanden \| Das Symbol bedeutet, dass weitere Fotos des Objekts verfügbar sind. Durch Klicken des Symbols werden sie angezeigt. \| \| Eigenes Foto hochladen \| Durch Klicken des Symbols können weitere Fotos des Objekts in das Medienarchiv Wikimedia Commons hochgeladen werden. \| |
| Name:                    | Bezeichnung des Naturdenkmals laut offiziellen Quellen |
| ID                       | Identifikator |
| Standort:                | Es ist die Gemeinde und falls vorhanden die Adresse angegeben. Darunter sind die Katastralgemeinde (KG) und die Grundstücksnummer angeführt. Durch Aufruf des Links Standort wird die Lage des Denkmals in verschiedenen Kartenprojekten angezeigt. |
| Beschreibung             | Kurze Beschreibung des Naturdenkmals |
| Fläche                   | Fläche des Naturdenkmals in Hektar (ha) |
| Datum                    | Datum oder Jahr der Unterschutzstellung |
| Weitere Bilder vorhanden | Das Symbol bedeutet, dass weitere Fotos des Objekts verfügbar sind. Durch Klicken des Symbols werden sie angezeigt. |
| Eigenes Foto hochladen   | Durch Klicken des Symbols können weitere Fotos des Objekts in das Medienarchiv Wikimedia Commons hochgeladen werden. |